# 陈海泉
陈海泉（英語：Peter TAN Hai Chuan），新加坡外交官，曾任新加坡驻韩国大使，现任驻中华人民共和国大使。

## 生平
陈海泉可以流畅地使用日语。初中时他曾作为交换留学生在日本金泽渡过两周，大学时代在姬路独协大学交流6周。
1992年，陈海泉自新加坡国立大学毕业，获得文学学士学位（二等一级荣誉）。后获富布赖特项目奖学金，2000年在美国哥伦比亚大学获得东亚研究文学硕士学位。

### 外交工作
1992年，陈海泉进入新加坡外交部工作。1995年至1998年，任驻日本大使馆一秘。2001年至2002年，任驻马来西亚高级专员公署参赞。2002年至2005年，任驻日本大使馆参赞、代理公使衔参赞、首席公使。
2011年2月至2015年1月，陈海泉任驻韩国大使。2015年1月至2019年9月，回国任外交部东南亚及东盟事务副常务秘书。2019年9月，被任命为驻日本大使。
2023年4月，被任命为驻中国大使。

## 荣誉

### 新加坡勋章奖章
- 公共行政（银）奖章（英语：Pingat Pentadbiran Awam）（2008年颁发[3]）
- 长期服务奖章（英语：Pingat Bakti Setia）（2015年颁发[3]）